# 成都路
成都路，元朝时设置的路。
蒙古入蜀，改成都府路为成都路。治所在成都县和华阳县（今四川省成都市）。属陕西四川行省。至元二十三年（1286年）为四川等处行中书省治所。辖境相当今四川省北川羌族自治县以南，安县、德阳、金堂、简阳、资中等县市以西，内江、井研等市县以北，仁寿、新津、崇州、都江堰等县市以东地。明朝洪武四年（1371年）复为府。